# Francesc Puig i Espert
Francesc Puig i Espert  (València, 27 de novembre de 1892 - Asnières-sur-Seine, França, 1 de març de 1967) va ser un professor, polític i escriptor valencià.
Va llicenciar-se en Filosofia i Lletres amb qualificació d'excel·lent per la Universitat de València, ampliant posteriorment els seus estudis a Nàpols, on investigà la influència medieval catalana-aragonesa. Va treballar com a mestre a l'Institut Lluis Vives de València. Juntament, amb Lluís Gozalbo Paris, Nicolau Primitiu Gómez i Serrano, Lluís Querol i Roso i Francesc Martinez i Martínez, va participar en la fundació del Laboratori d'Arqueologia de la Universitat de València.
Pel que fa a la seua tasca literària, va guanyar diverses Flors Naturals als Jocs Florals de València de 1920, 1921, 1926 i 1960. Un any després de guanyar la seua tercera flor, va ser candidat a la presidència de Lo Rat Penat. Adscrit al sector progressista, prompte el sector conservador faria que hi haguera un altre president. També va presidir i ser vicepresident del Centre de Cultura Valenciana fins a la seua clausura en acabar la Guerra Civil Espanyola. Va col·laborar en publicacions com València (1913), Pàtria Nova (1915), El Ninot (1923) i Taula de Lletres Valencianes (1927-1930). Va escriure les obres de narrativa Raça vençuda (1915), La Purissimeta (1921), Nits d'hivern (1919) i de teatre Lo que ningú sabia i Pantomima (1928), i venia publicant poesia des de 1914. Va escriure la lletra de la cançó Motiu poètic (1920) de Francesc Cuesta.
Secretari de la Joventut Nacionalista Republicana des de 1915, va representar a l'entitat en la Diada de la Llengua Catalana del mateix any. Maçó, va estar afiliat al Partit Republicà Radical Socialista i amb la proclamació de la República va ser nomenat governador civil de Sòria el 30 de desembre del 1931, càrrec que ocuparia fins al 6 de novembre de 1932. El 1933 s'afilia a Izquierda Republicana, exercint de governador Civil a Palencia i Burgos el 1936. Amb l'esclat de la Guerra Civil torna a València, on exerceix diversos càrrecs a València i Elx, des d'on exiliaria cap a França, on continuaria escrivint en valencià. Durant la Guerra, i junt a Joan Peset Aleixandre; l'alcalde de València, José Cano Coloma i Eladio Garcia Barruete va salvar la imatge de la Mare de Déu dels Desemparats de la Catedral de València de ser cremada.

## Raça Vençuda
Raça Vençuda (publicat, amb normativa pre-fabriana, com a Rassa Vensuda) va ser un relat curt escrit el 1915 i només publicat al número 66 d'El Cuento del Dumenche amb il·lustracions d'Enric Pertegàs. Com altres textos de l'autor a l'època, s'hi troben influències del modernisme i del decadentisme. El conte narra la història d'un noble valencià que participa en la defensa de Xàtiva en 1707, i presenta uns trets propis d'un nacionalisme valencià radical.